# From the Coop
From the Coop è la quarta raccolta del chitarrista statunitense Buckethead, pubblicata il 10 giugno 2008 dalla Avabella Productions.

## Il disco
Contiene i primi brani in assoluto registrati dal chitarrista attraverso la tecnica della registrazione multitraccia, ovvero attorno al 1988.

## Tracce
Musiche di Buckethead, eccetto dove indicato.
1. Disembodied Part 1 – 3:27
2. Disembodied Part 2 – 4:44
3. Hog Bitch Stomp – 0:36
4. Malagueña – 1:54 (musica: Francisco Tárrega)
5. Space Mountain – 3:10
6. Excerpt #1 – 1:39
7. Excerpt #2 – 0:52
8. Excerpt #3 – 0:37
9. Excerpt #4 – 0:54
10. Eraserhead – 2:31
11. La grima – 1:51 (musica: Fernando Sor)
12. Funk Tune – 3:50
13. Funkin' Freak – 2:23
14. Hog Bitch Stomp – 1:25
15. Return of Augustus Gloop – 4:32
16. Malagueña – 1:59 (musica: Francisco Tárrega)
17. Lunartics – 0:51
18. Scalpel Sled – 3:27
19. Scraps – 2:33

## Formazione
- Buckethead – chitarra
- Jas Obrecht – produzione
- Ken Hood – ingegneria del suono